# 森林野生動物研究会
森林野生動物研究会（しんりんやせいどうぶつけんきゅうかい）は、森林に生息する野生動物やその生息環境についての生態、保全、被害防除などの研究に関する知識・技術の共有や議論を目的とした研究会である。前身は1970年に発足した「野兎研究会」で、1990年に「森林野生動物研究会」へ改名した。事務局所在地は東京都荒川区西尾久（創文印刷工業）。

## 活動
主な活動は、年一回に会誌『森林野生動物研究会誌』を発行しているほか、同様に年一回に日本各地で大会を開催している。また、大会と同時に一般公開のシンポジウムを開催することもある。さらに、森林に暮らす野生動物に関する調査手法をまとめた学術書を出版している。

## 大会
年一回、国内で大会を開催している。
- 2012年9月7日 - 9日：石川県立大学
- 2013年10月4日 - 6日：林野庁四国森林管理局
- 2014年7月5日 - 6日：酪農学園大学

## 出版物
会誌
- 『森林野生動物研究会誌』

和文誌。毎年1号発行される。査読がある。
書籍
- 『フィールド必携 森林野生動物の調査―生息数推定法と環境解析』